# 쿠엔틴 타란티노
쿠엔틴 제롬 타란티노(영어: Quentin Jerome Tarantino 퀜틴 제롬 태런티노[*], 1963년 3월 27일 ~ )는 미국의 영화 감독, 작가, 프로듀서, 배우이다.

## 생애
쿠엔틴 타란티노는 1963년 미국 테네시주 녹스빌에서 태어났다. 어릴 적부터 영화를 굉장히 좋아한 타란티노는 일찍이 시나리오를 쓰기 시작했다. 그가 탈고한 첫 영화 각본은 《트루 로맨스》(True Romance)이다. 본래 타란티노는 이 각본을 가지고 스스로 직접 영화를 만들려고 여러 차례 시도를 했었다. 1980년대 중반, 당시 20대였던 그는 캘리포니아주, LA 군, 맨해튼 비치에 있는 비디오테이프 가게의 점원으로 일하면서 주말마다 16mm 필름으로 영화 촬영을 했는데, 3년이 넘는 세월을 거쳐 겨우 완성을 했지만 찍은 필름들을 다 모아 놓고 보니 그다지 만족스럽지 못했다. 더욱이 후반 작업, 편집 단계에서 화재로 인해 필름이 손실되기도 하였다. 그땐 영화 제목이 《나의 친한 친구의 생일》(My Best Friend's Birthday)이었다.

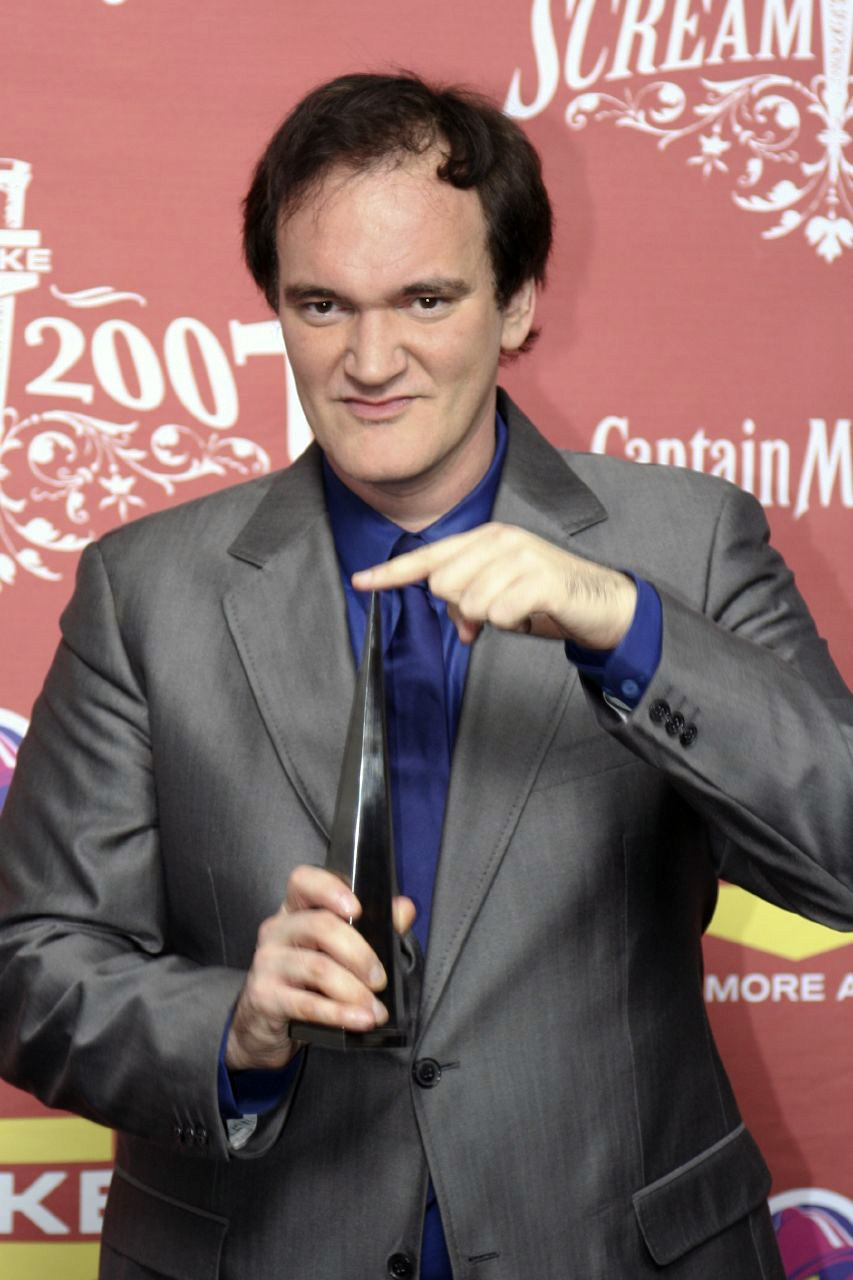
2007년 스크림 시상식에서의 쿠엔틴 타란티노.

실패를 겪은 후에는 코언 형제의 《분노의 저격자》(Blood Simple)을 본보기로 삼고, 수준 높은 영화로 제작하고 싶어 각본을 다시 손질하고 투자도 받아 메이저 영화로 만들기 위해 5년 정도 고생을 했지만 끝내 거부당하기 일쑤였다. 결국 시나리오 작가로라도 데뷔하고 싶어 이 각본을 팔려고 다시 온갖 영화사를 돌아다녔다. 다행히 《트루 로맨스》 각본은 판매가 되었으나 제작이 늦어졌고, 그 사이 타란티노는 자신이 쓴 또 다른 각본 《저수지의 개들》(Reservoir Dogs)을 본인이 직접 감독을 맡아 영화로 완성하였다. 감독 데뷔작인 저예산 독립 영화 《저수지의 개들》은 큰 성공을 거뒀고, 차기작으로 《펄프 픽션》(Pulp Fiction)을 준비하기 시작했다. 그 기간에 《트루 로맨스》는 타란티노가 존경하는 감독인 토니 스콧에 의해 영화가 완성되었고, 극장가에도 개봉하였다.
《저수지의 개들》은 일본 유바리 국제 판타스틱 영화제에서 비평가상을 받았고, 《펄프 픽션》은 프랑스 칸 국제 영화제에서 황금 종려상과 미국 아카데미 시상식에서 각본상을 받았다. 두 편의 대성공으로 일약 세계적인 스타 감독이 된 후 타란티노는 더욱 활발한 행보를 걷기 시작했다. 1994년에는 올리버 스톤 감독이 그의 각본으로 영화 《내츄럴 본 킬러》(Natural Born Killers)를 만들기도 했다. 1997년 세 번째 연출작 《재키 브라운》(Jackie Brown)을 만든 뒤로 한동안 공백 기간을 가졌다가 6년 만에 《킬 빌》(Kill Bill)을 만들어 대성공을 거두면서 다시금 주목을 받았다. 이후에는 다섯 번째 연출작 《데쓰 프루프》(Death Proof)와 여섯 번째 연출작 《바스터즈: 거친 녀석들》(Inglorious Bastards)를 만들었다.
독립 영화의 산실인 선댄스 영화제(Sundance Film Festival)와 캐나다 토론토 국제 영화제 등을 통해 타란티노는 신인 때 로버트 로드리게스를 만났다. 궁합이 잘 맞은 둘은 이후 지속적으로 함께 영화를 작업해 오고 있다.

## 작품 특징

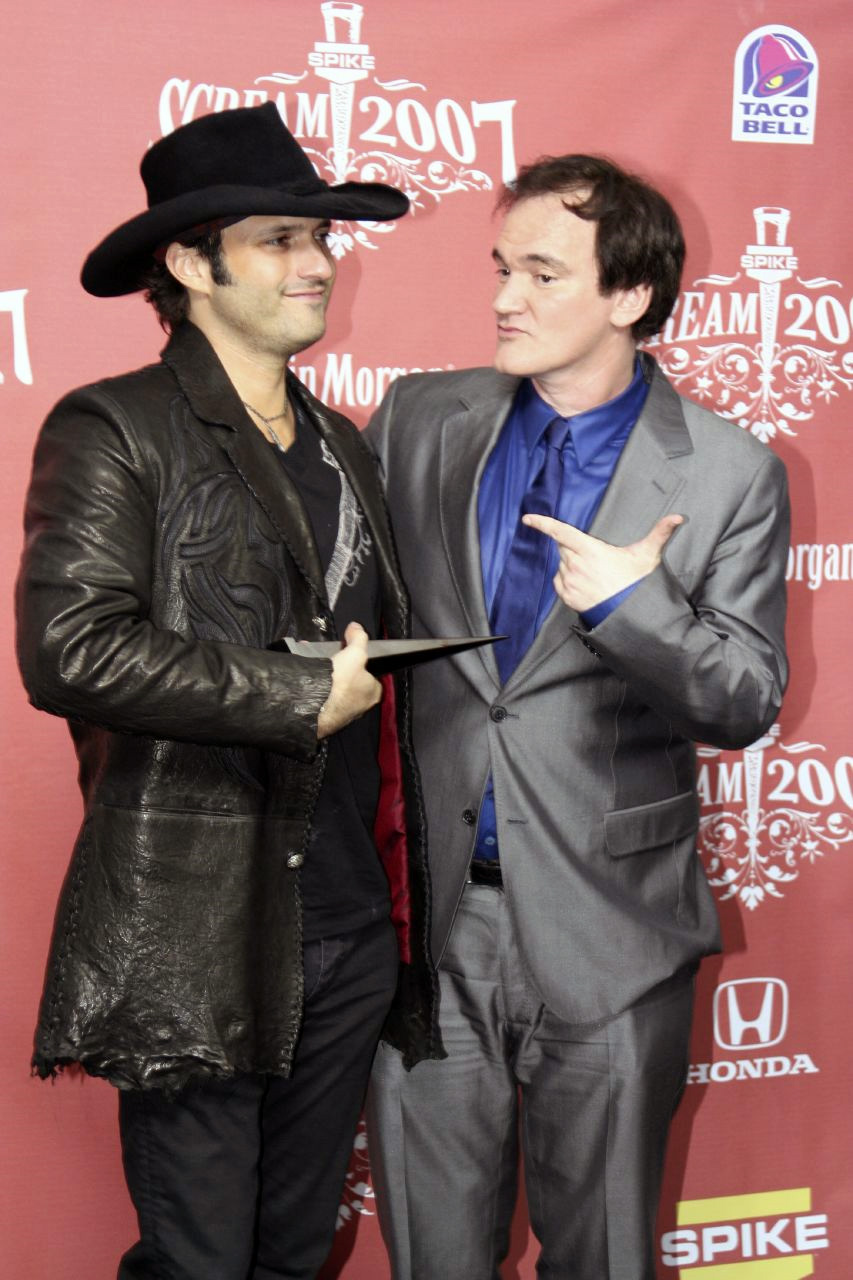
2007년 스크림 시상식에서의
로버트 로드리게스와 쿠엔틴 타란티노.
(간단한 애칭으로 RR & QT)

타란티노는 이야기의 비선형 구성을 자주 구사한다. 그가 감독한 거의 모든 영화에선 시간대로, 순차적으로 이야기가 진행된 경우가 없을 정도로 복잡한 시간 배열과, 두 가지 이상의 이야기를 엮어 놓는 다중 플롯 등을 기본 뼈대로 주로 사용하였다.
그의 영화에는 대사량이 무척 많기로 유명하다. 특별히 사건의 핵심이 되는 대사 외에 시시껄렁한 농담이나 조롱 등의 대화가 넘쳐날 정도로 많은 것이 타란티노의 전매 특허이다. 수다가 곧 영화의 핵심이라 할 정도이다.
영화 음악으로는 별도의 음악 감독과 함께 작업하여 순수 창작곡을 사용하는 것이 아닌, 타란티노 본인이 직접 고전 팝 음악을 선곡하여 영화 속에 삽입하는 식으로 영화 음악을 작업한다.
| “ | I don’t normally use original score. I don’t trust any composer to do it… The music is so important. The idea of paying a guy and showing him your movie at the end and then he comes over it; I would never give anybody that kind of responsibility… I have one of the best soundtrack collections… That’s how I write it, that’s how I design it; I go into my soundtrack collection and I start visualizing the sequences… I cut out the composers. I work with the best composers, Ennio Morricone, Lalo Schifrin, John Berry…but I don’t deal with them. 저는 보통 순수 창작곡을 사용하지 않습니다. 저는 작곡가를 믿지 않습니다. 음악은 매우 중요합니다 .... (생략) | ” |
|   | — 쿠엔틴 타란티노, 칸 영화제 - 2007년 마스터 클래스 |   |

B급 영화의 요소들을 선호하며, 이것을 주류 영화로 재창조하는 데에 선구자적인 역할을 하였다. B급 영화 중 기괴하고, 폭력이 난무하고, 과장된 성적 표현 등의 요소들을 현대적으로 새롭게 버무리는 데에 능숙하다. 고전 필름 누아르, 스파게티 웨스턴 등의 장르 역시도 타란티노의 탁월한 현대적 재창조 대상에 포함되었다. 그의 이러한 성향은 커다란 파급 효과를 나타냈으며, 1990년대부터 세계적으로 이와 비슷한 유형의 영화들이 많이 만들어지기도 했다. 가이 리치 (Guy Ritchie), 에드거 라이트 (Edgar Wright), 그리고 류승완 등 "제2의 타란티노"란 수식어가 붙은 신예 감독들이 대거 등장하기도 했다.
동양 문화 중 일본의 사무라이, 중국의 무협 등을 동경하며 그것을 서구적으로 재창조하기도 했다. 가장 두드러지게 표현한 영화는 《킬 빌》이며, 이 영화에서는 이러한 모든 요소들이 오마주로 표현되기도 하였다. 그는 1960년대 홍콩 쇼 브라더스 영화들과 70년대의 이소룡 영화, 그리고 고전 사무라이 영화들을 광적으로 좋아하기로 유명하다.
그에 대한 평가는 자국인 미국보다 프랑스 등의 유럽에서 더 좋은 경향이 있다. 미국에서 가장 큰 규모의 영화상인 아카데미 상과 골든 글러브 상에선 상복이 별로 없는 편이지만, 대신 프랑스 칸 영화제에서 《펄프 픽션》을 통해 황금 종려상을 받았고, 그 외에도 꾸준히 유럽의 여러 영화제에 작품을 출품하거나, 심사위원으로 참가하는 등 활발한 모습을 보여 주었다.
영화 창작에 있어 로버트 로드리게스와 공동 작업을 많이 하며, 배우로는 새뮤엘 L. 잭슨, 우마 써먼, 마이클 매드슨, 브루스 윌리스, 하비 키이텔, 크리스토프 발츠 등을 주로 캐스팅한다.

### 타란티노의 선호작
웬만한 영화 애호가들보다 더 많은 영화를 본다는 타란티노는 비주류 영화들의 세계를 포함하여 거의 모든 영화들을 찾아볼 정도로 유명한 영화 광팬이다. 그런 그가 특별히 선호하는 영화들은 곧 자신의 영화 창작 스타일에 고스란히 배어난다.
2002년에는 영국의 《사이트 앤 사운드》에서 감독들을 대상으로 역대 최고의 영화 선정에 참여하도록 투표를 권하였는데, 그때 타란티노는 아래의 12편을 선정하였다.
| - 《석양의 무법자》(The Good, the Bad and the Ugly)(1966) - 《리오 브라보》(Rio Bravo)(1959) - 《택시 드라이버》(Taxi Driver)(1976) - 《연인 프라이데이》(His Girl Friday)(1940) - 《롤링 썬더》(Rolling Thunder)(1977) - 《뉴욕의 연인들》(They All Laughed)(1981) | - 《대탈주》(The Great Escape)(1963) - 《캐리》(Carrie)(1976) - 《코피》(Coffy)(1973) - 《멍하고 혼돈스러운》(Dazed and Confused)(1993) - 《죽음의 다섯 손가락》(Five Fingers of Death)(1972) - 《하이 디들 디들》(Hi Diddle Diddle)(1943) |

2009년에는 지난 17년 동안의 영화들 중 가장 좋아하는 영화로 아래의 20편을 선정하였다.
| - 《배틀 로얄》(Battle Royale)(2000) - 《애니씽 엘스》(Anything Else)(2003) - 《오디션》(Audition)(1999) - 《서극의 칼》(Tsui Hark’s The Blade)(1995) - 《부기 나이트》(Boogie Nights)(1997) - 《멍하고 혼돈스러운》(Dazed & Confused)(1993) - 《도그빌》(Dogville)(2003) - 《파이트 클럽》(Fight Club)(1999) - 《프라이데이》(Fridays)(1995) - 《괴물》(2006) | - 《인사이더》(The Insider)(1999) - 《공동경비구역 JSA》(2000) - 《사랑도 통역이 되나요?》(Lost In Translation)(2003) - 《매트릭스》(The Matrix)(1999) - 《살인의 추억》(2003) - 《폴리스 스토리 3》(Supercop / Police Story 3)(1992) - 《새벽의 황당한 저주》(Shaun of the Dead)(2004) - 《스피드》(Speed)(1999) - 《팀 아메리카: 세계 경찰》(Team America: World Police)(2004) - 《언브레이커블》(Unbreakable)(1993) |

## 작품 목록
| 연도                                                         | 한국 개봉명                             | 미국 개봉명                             | 담당                         | 비고                                                        |
| ------------------------------------------------------------ | --------------------------------------- | --------------------------------------- | ---------------------------- | ----------------------------------------------------------- |
| 2019                                                         | 원스 어폰 어 타임 인 할리우드           | Once Upon a Time in Hollywood           | 감독, 각본, 제작             | 92회 아카데미 상 남우조연상(브래드 피트), 미술상            |
| 2015                                                         | 헤이트풀 8                              | Hateful Eight                           | 감독, 각본                   | 88회 아카데미 상 음악상(엔니오 모리코네)                    |
| 2012                                                         | 장고: 분노의 추적자                     | Django Unchained                        | 감독, 각본                   | 85회 아카데미 상 각본상 수상, 남우조연상(크리스토프 발츠)   |
| 2010                                                         | 마셰티                                  | Machete                                 | 제작                         | 로버트 로드리게스 감독 작품                                 |
| 2009                                                         | 바스터즈: 거친 녀석들                   | Inglorious Bastards                     | 감독, 각본                   | 리메이크 영화, 82회 아카데미 상 남우조연상(크리스토프 발츠) |
| 2007                                                         | 스키야키 웨스턴 장고                    | Sukiyaki Western Django                 | 출연                         | 미이케 다카시 감독 작품                                     |
| 2007                                                         | 《그라인드하우스》내의 《데쓰 프루프》  | 《Grindhouse》 《Death Proof》          | 감독, 각본, 제작, 촬영, 출연 | 2개의 장편, 4개의 가짜 예고편으로 구성                      |
| 2005                                                         | 씬 시티                                 | Sin City                                | 특별 초청 감독               | 로버트 로드리게스와 프랭크 밀러의 공동 감독 작품            |
| 2004                                                         | 킬 빌                                   | Kill Bill: Vol. 1 Kill Bill: Vol. 2     | 감독, 각본                   | Vol. 1 & 2 나뉘어서 개봉 (각각 2003년과 2004년)             |
| 2003                                                         | 킬 빌                                   | Kill Bill: Vol. 1 Kill Bill: Vol. 2     | 감독, 각본                   | Vol. 1 & 2 나뉘어서 개봉 (각각 2003년과 2004년)             |
| 1997                                                         | 재키 브라운                             | Jackie Brown                            | 감독, 각본                   |                                                             |
| 1996                                                         | 황혼에서 새벽까지                       | From Dusk Till Dawn                     | 각본                         | 로버트 로드리게스 감독 작품                                 |
| 1995                                                         | 《포 룸》내의 단편 "헐리웃에서 온 남자" | 《Four Rooms》 "The Man from Hollywood" | 감독, 각본, 기획, 출연       | 4개의 단편 (Segment)으로 구성                               |
| 1994                                                         | 내츄럴 본 킬러                          | Natural Born Killers                    | 각본                         | 올리버 스톤 감독 작품                                       |
| 1994                                                         | 펄프 픽션                               | Pulp Fiction                            | 감독, 각본, 출연             | 칸 영화제 황금 종려상, 67회 아카데미 상 각본상 수상         |
| 1993                                                         | 트루 로맨스                             | True Romance                            | 각본                         | 토니 스콧 감독 작품                                         |
| 1992                                                         | 저수지의 개들                           | Reservoir Dogs                          | 감독, 각본, 출연             | 타란티노의 감독 데뷔작                                      |
| * 표시 = 미완성 작품 / 붉게 색칠된 영화 = 극장용 장편 감독작 |                                         |                                         |                              |                                                             |

## 출연 작품
- 데스페라도
- 덕 다저스(목소리)
- 엔니오: 더 마에스트로(다큐멘터리)

## 수상 경력
- 1992년 제3회 스톡홀름영화제 최우수작품상
- 1992년 제17회 토론토국제영화제 FIPRESCI-상
- 1994년 제14회 런던비평가협회상 신인상
- 1994년 제47회 칸 영화제 황금종려상
- 1994년 제20회 새턴어워즈 최우수 액션,모험상
- 1994년 제5회 스톡홀름영화제 평생공로상
- 1994년 제5회 스톡홀름영화제 최우수작품상
- 1994년 제7회 시카고비평가협회상 각본상
- 1994년 제7회 시카고비평가협회상 감독상
- 1994년 제59회 뉴욕비평가협회상 각본상
- 1994년 제59회 뉴욕비평가협회상 감독상
- 1995년 제52회 골든글로브시상식 각본상
- 1995년 제20회 LA비평가협회상 각본상
- 1995년 제20회 LA비평가협회상 감독상
- 1995년 제15회 런던비평가협회상 작가상
- 1995년 제29회 전미비평가협회상 각본상
- 1995년 제29회 전미비평가협회상 감독상
- 1995년 제10회 인디펜던트스피릿어워즈 각본상
- 1995년 제10회 인디펜던트스피릿어워즈 감독상
- 1995년 제48회 영국아카데미시상식 각본상
- 1995년 제67회 아카데미시상식 각본상
- 1995년 제4회 MTV영화제 최고의 영화상
- 2003년 제36회 시체스영화제 관객상
- 2003년 제29회 새턴어워즈 최우수 액션,모험상
- 2004년 제30회 새턴어워즈 최우수 액션,모험상
- 2005년 제10회 홍콩금자형장 10대 외국어영화상
- 2005년 주피터어워즈 외국감독상
- 2010년 제30회 런던비평가협회상 딜리스 피웰상
- 2010년 제15회 크리틱스초이스 각본상
- 2010년 제15회 크리틱스초이스 앙상블상
- 2010년 제62회 미국감독조합상 공로부문 감독상
- 2010년 주피터어워즈 외국감독상
- 2010년 제36회 새턴어워즈 최우수 액션,모험상
- 2011년 제36회 세자르영화제 명예상
- 2013년 제70회 골든글로브시상식 각본상
- 2013년 제18회 크리틱스초이스 각본상
- 2013년 제66회 영국아카데미시상식 각본상
- 2013년 제85회 아카데미시상식 각본상
- 2013년 제39회 새턴어워즈 최우수각본상
- 2013년 제5회 뤼미에르 축제 프리 뤼미에르

## 같이 보기
- 쿠엔틴 타란티노 영화제
- 로버트 로드리게스